# Salamander Point
Der Salamander Point ist der nördliche Ausläufer von Bellingshausen Island im Archipel der Südlichen Sandwichinseln.
Wissenschaftler der britischen Discovery Investigations kartierten sie und benannten die Landspitze im Jahr 1930 als North Point (englisch für Nordspitze). Um Verwechslungen mit dem North Point von Signy Island im Archipel der Südlichen Orkneyinseln zu vermeiden, entschied sich das UK Antarctic Place-Names Committee 1971 zu einer Umbenennung in Anlehnung an die Benennung des benachbarten Basilisk Peak. Namensgeber ist der Feuersalamander, dem historisch wie dem Basilisk eine Überlebensfähigkeit im Feuer unterstellt wurde.